# Rotonda de los Jaliscienses Ilustres

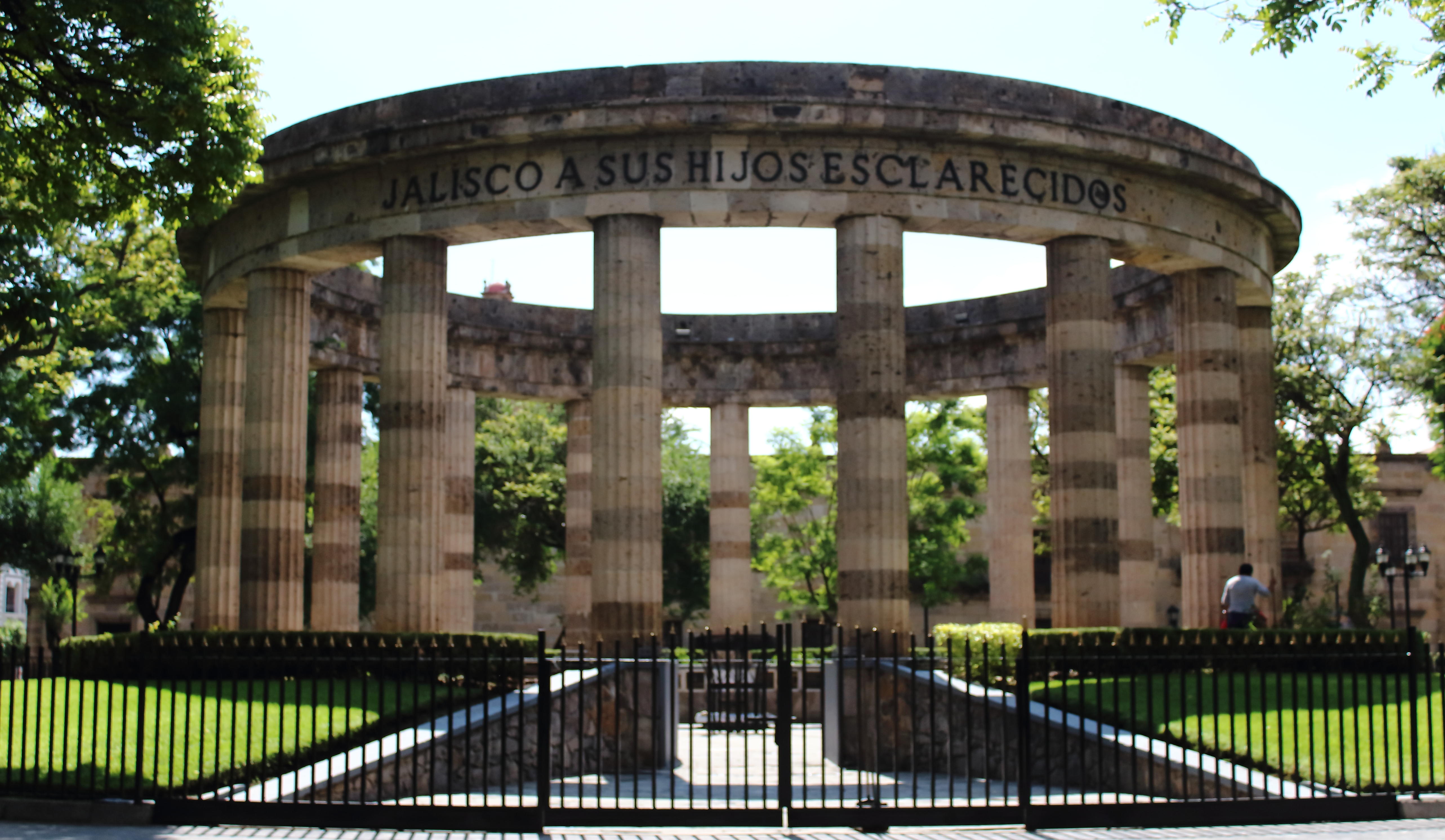
La rotonda está dedicada a las personas jaliscienses más destacadas en la historia de México.

La Rotonda de los Jaliscienses Ilustres es un monumento de la ciudad de Guadalajara, Jalisco, México, ubicado en la cuadra flanqueada por las avenidas Paseo Alcalde, Miguel Hidalgo y las calles Liceo e Independencia, en el corazón de la capital del estado de Jalisco conocido como centro histórico, rodeado por el Palacio Municipal, el Museo Regional y la catedral. Rinde homenaje a la memoria de los jaliscienses que han trascendido a través de la historia de México.
El monumento construido en el año de 1952, por el arquitecto Vicente Mendiola, bajo iniciativa del entonces gobernador del estado José de Jesús González Gallo, consta de diecisiete columnas estriadas sin base ni capitel y que sostienen un anillo de cantera que tiene grabado en uno de sus lados la leyenda "Jalisco a sus hijos esclarecidos"; en el centro del monumento existe un pebetero, además en la rotonda, hay noventa y ocho nichos para albergar los cuerpos de los hombres más ilustres y a su alrededor también existen veintidós estatuas de preclaros jaliscienses.

## Historia
Durante la gubernatura de José de Jesús González Gallo de 1947 a 1953, como parte de su gran renovación urbana del centro histórico contrató al arquitecto Ignacio Díaz Morales para crear nuevos espacios públicos y mejoramiento del tráfico en la zona. Idearon la creación de una cruz de plazas en el centro histórico. A partir de la ya existente Plaza de Armas, se crearían tres más, la Plaza de los Laureles, la Plaza de la Liberación y la Plaza de los Hombres Ilustres. En un principio fue nombrada como la «Rotonda de los Hombres Ilustres», puesto que sólo albergaba los restos de varones hasta la incursión de Irene Robledo y Rita Pérez Jiménez, a lo cual cambió su nombre por el actual «Rotonda de los Jaliscienses Ilustres». Para su construcción, tuvo que ser demolida una oficina de Correos de México y el Santuario de Nuestra Señora de la Soledad, proyectándose como un edificio que remataría en forma de cúpula y con un mural de José Clemente Orozco, pero el proyecto nunca se terminó debido a que finalizó el periodo gubernamental. La edificación de la rotonda quedó a cargo del ingeniero Miguel Aldana Mijares, quien colaboró en terminar y afinar el proyecto de Mendiola.

## Personas homenajeadas

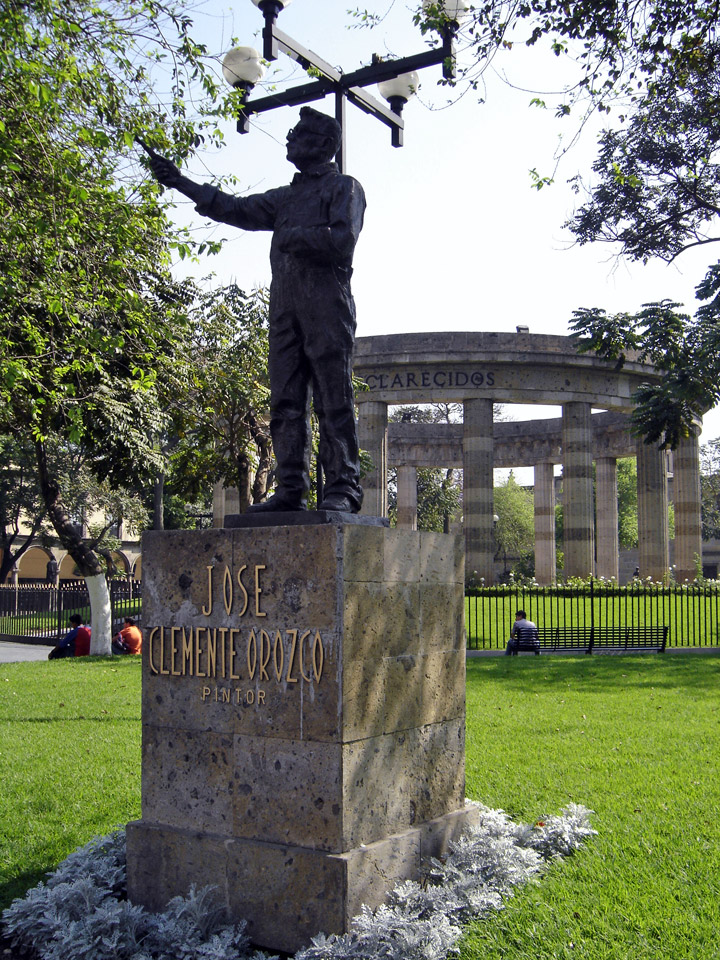
José Clemente Orozco en la Rotonda de los Ilustres, Guadalajara, Jalisco.

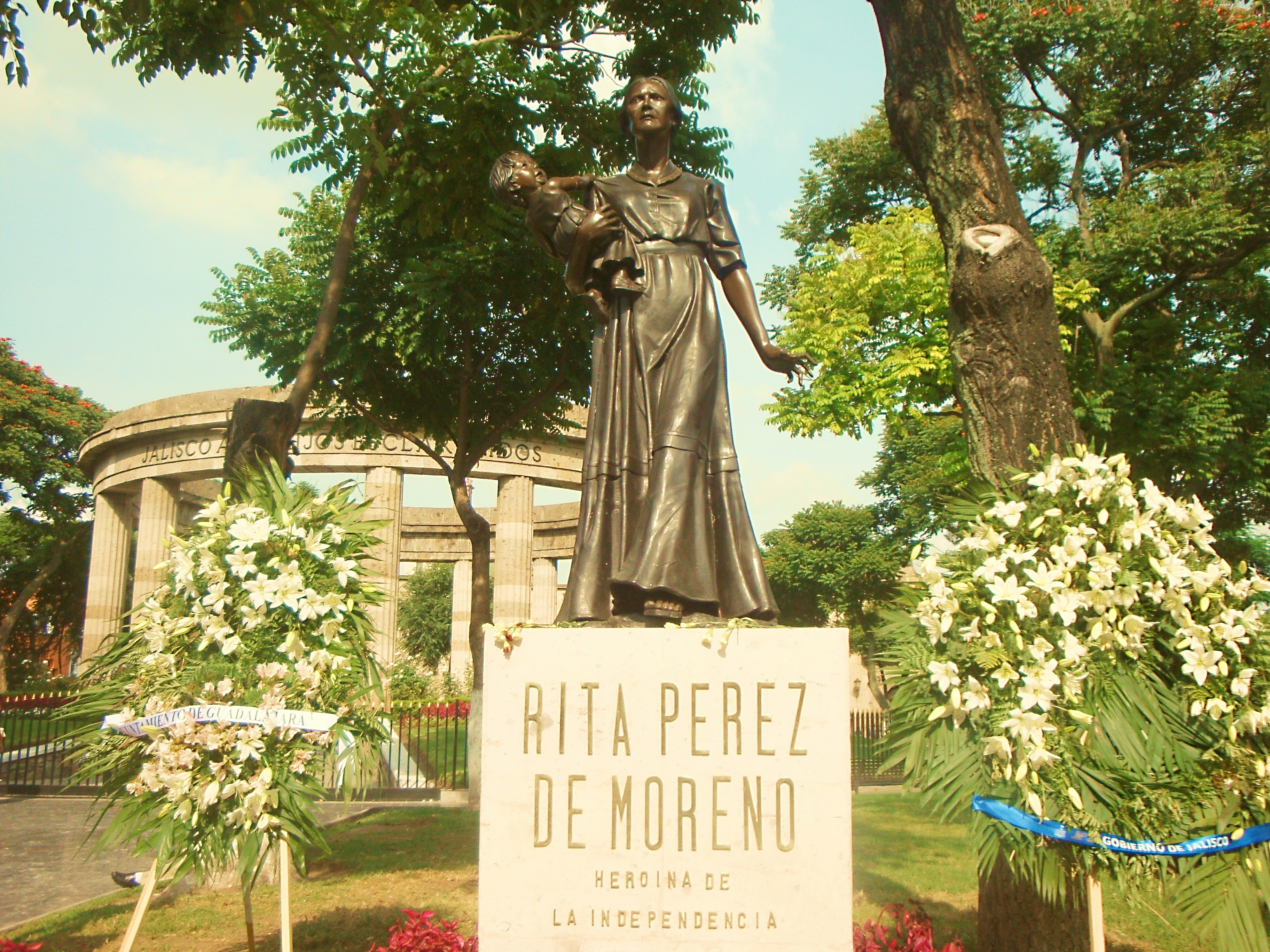
Sepulcro de Rita Pérez de Moreno en la Rotonda de los Jaliscienses Ilustres

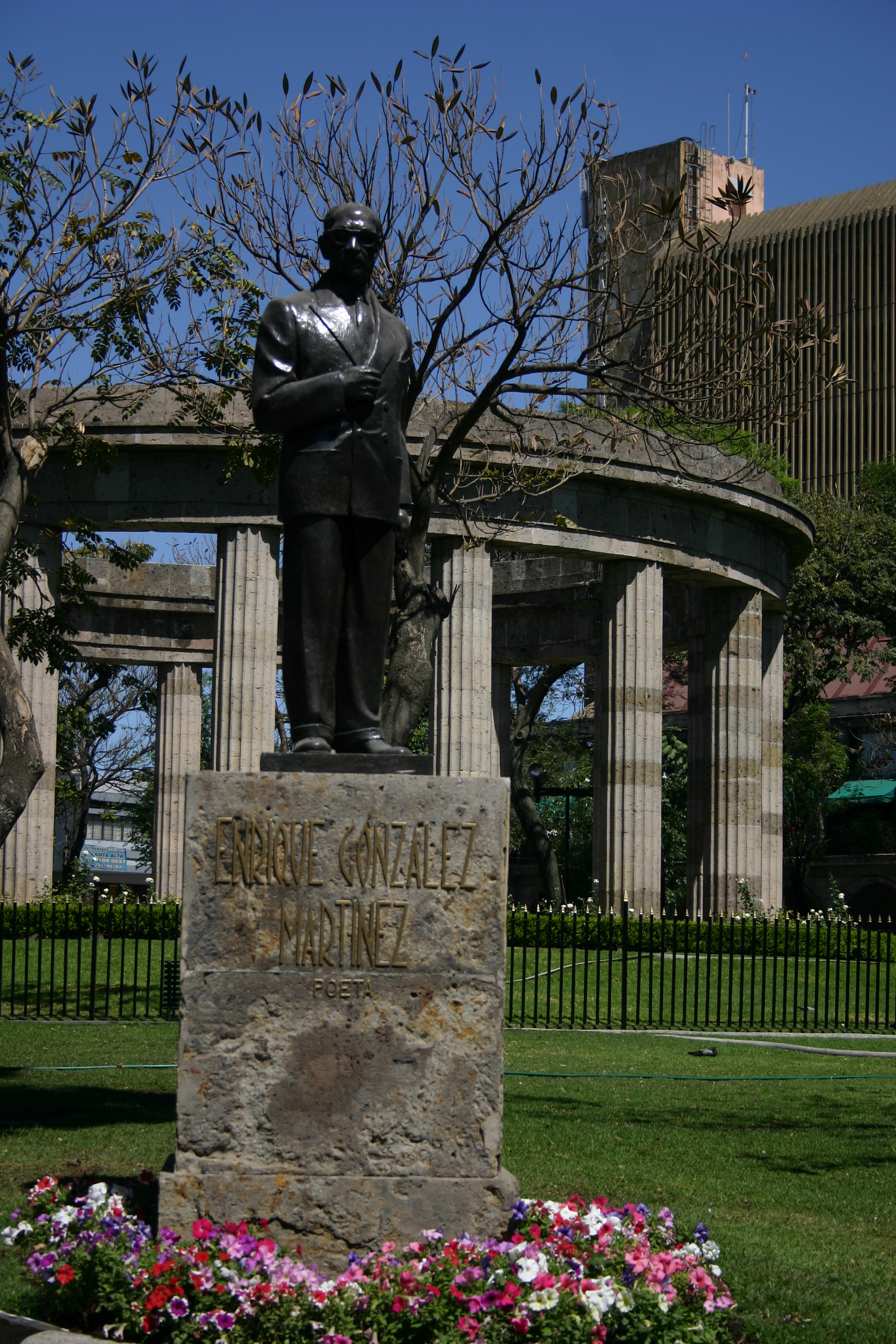
Monumento a Enrique González Martínez en la Rotonda de los Jaliscienses Ilustres.

El monumento contiene un total de 98 urnas para albergar los restos de personajes destacados en el arte, literatura, ciencia y en labores de mejoramiento de la ciudad.
Algunos de los laureados con tal honor son:
- Antonio Alcalde y Barriga
- Clemente Aguirre
- Dr. Atl[nota 1]
- Luis Barragán Morfín
- José Clemente Orozco[nota 1]
- Agustín de la Rosa
- Enrique Díaz de León
- Manuel M. Diéguez
- Gabriel Flores García
- Jacobo Gálvez
- Marcelino García Barragán
- Valentín Gómez Farías[nota 1]
- Efraín González Luna
- Rafael Preciado Hernández
- Enrique González Martínez[nota 1]
- Heliodoro Hernández Loza
- Manuel López Cotilla
- Pedro Moreno[nota 1]
- Leonardo Oliva de Álzaga
- Mariano Otero
- Ramón Corona
- Rita Pérez Jiménez
- Luis Pérez Verdía
- Alfredo R. Placencia
- Irene Robledo G.
- Francisco Rojas González
- Francisco Silva Romero
- Gerardo Suárez
- Ignacio L. Vallarta[nota 1]
- Agustín Yáñez[nota 1]
- José Guadalupe Zuno
- Jorge Matute Remus
- Juan José Arreola Zúñiga
- Guillermo Chávez Vega
- María Izquierdo